# Fontaine-lavoir et abreuvoir de Saint-Dizier-l'Évêque
Le fontaine-lavoir et abreuvoir de Saint-Dizier-l'Évêque sont des monuments situés à Saint-Dizier-l'Évêque dans le département français du Territoire de Belfort en région Bourgogne-Franche-Comté.

## Fontaine-lavoir
Il a été construit en 1893. Le lavoir situé à l'extérieur du village est inscrit Monument historique en France depuis 2006.
Le lavoir est alimenté en eau par une source. Le bâtiment, ouvert sur tous les côtés, repose sur huit colonnes rectangulaires en pierre. Il est fermé par un toit en croupe.
A l'extérieur, il y a un abreuvoir pour le bétail.

## Abreuvoir
Il a été créé en 1774.